# Rebecca Jarvis

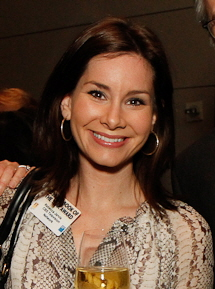
Jarvis 2012 bei der Financial Times and Goldmans Sachs Business Book of the Year Preisverleihung

Rebecca Ann Jarvis (* 28. September 1981) ist eine amerikanische Journalistin und eine ehemalige Investmentbankerin. Sie ist die leitende Geschäfts-, Wirtschafts- und Technologiekorrespondentin für ABC News, die Moderatorin, Schöpferin und geschäftsführende Redakteurin von Real Biz mit Rebecca Jarvis und die Moderatorin der Podcasts No Limits und The Dropout. Sie war Finalistin in der vierten Staffel von The Apprentice.

## Leben
Jarvis ist die Tochter von Gail Jarvis und James T. Jarvis. Ihr Vater ist Anwalt und Unternehmensberater in Chicago und ihre Mutter ist die national syndizierte Finanzkolumnistin der Chicago Tribune. Jarvis erlangte auf der St. Paul Academy and Summit School im Jahr 1999 ihren Abschluss. An der University of Chicago studierte sie im Jahr 2003 Wirtschaftswissenschaften, Rechtswissenschaft, Literaturwissenschaft und Sozialwissenschaften. Sie studierte außerdem in Paris an der Sciences Po und der Paris Dauphine University internationale Wirtschaft.
Jarvis war im Februar 2000 einer der „20 Teens Who Will Change the World“ von Teen People. Sie wurde geehrt, dass sie über 750.000 Dollar für ihre eigene gemeinnützige Kinder-Wohltätigkeitsorganisation gesammelt hat – ein Projekt, an dem auch Al Gore und Colin Powell beteiligt waren. Sie wurde auch als „Licht am Ende des Tunnels“ für ihre Fürsprache für entrechtete Kinder und Jugendliche bezeichnet. Während der High School arbeitete Jarvis mit dem National Youth Leadership Council in ihrem Youth Project Team zusammen und erhielt eines der wenigen Interviews, die vom damaligen Außenminister Colin Powell gewährt wurden, während er als NYLC-Jugendreporter auf den National Youth Summits tätig war.
Am 28. Januar 2012 heiratete sie Jarvis Matthew Hanson in Minnesota. Sie sind beide Absolventen der University of Chicago und haben bei der Bank of America Securities in Chicago zusammengearbeitet. Sie haben eine gemeinsame Tochter, die am 20. Februar 2019 geboren ist.

## Karriere
Jarvis war kurzzeitig eine Zinshändlerin am Devisenschalter des Citigroup Centre in London. Später arbeitete sie bei Banc of America Securities in Chicago als Investmentbanking-Analystin.
Jarvis hat sowohl im Investmentbanking, als auch im Devisenmarkt gearbeitet, verließ aber die Finanzdienstleistungen, um eine Karriere im Journalismus zu verfolgen. Sie hat für Publikationen wie Crain's Chicago Business und Business 2.0 geschrieben. Sie ist derzeit Gouverneurin im Vorstand der Society of American Business Editors and Writers.
Am 7. März 2006 kündigte der Wirtschaftsnachrichtensender CNBC an, Jarvis als Associate Reporter einzustellen. Sie war eine allgemeine Reporterin mit Sitz in der Weltzentrale von CNBC und berichtete über NASDAQ und die NYMEX. Sie erschien zuletzt am 18. September 2009 auf CNBC. Am 21. Oktober 2009 zitierte TVNewser CNBC-Sprecher Brian Steel und bestätigte, dass „Rebecca nicht mehr bei CNBC ist, und wir wünschen ihr das Beste.“
Jarvis kam am 1. April 2010 zu CBS News, hauptsächlich als Finanzreporterin, und wurde später Co-Moderator von CBS This Morning Saturday sowie Business and Economics Correspondent für CBS News. In der Sendung von CBS This Morning Saturday am 30. März 2013 kündigte sie an, dass sie CBS News verlassen würde, sagte aber nicht, wohin sie gehen würde. Am 2. April wurde bekannt gegeben, dass sie später in diesem Monat zu ABC News kommt. Seitdem arbeitet sie als Chief Business and Economics Correspondent von ABC.
Derzeit ist Jarvis Chief Business, Technology and Economics Correspondent für ABC News und Gastgeberin, Schöpferin und geschäftsführende Redakteurin von Real Biz mit Rebecca Jarvis. Sie berichtet für alle ABC News-Programme und -Plattformen, darunter Good Morning America, ABC World News Tonight, Nightline, 20/20 und This Week mit George Stephanopoulos.
Im Jahr 2017 startete Jarvis einen neuen Podcast mit ABC News Radio, No Limits mit Rebecca Jarvis. Im Januar 2019 wurde Jarvis in Zusammenarbeit mit ABC Radio und ABC Nightline Moderatorin eines Podcasts namens The Dropout, der den Aufstieg und Fall von Theranos und Elizabeth Holmes dokumentiert.